# Dave Trottier
David Thomas „Dave” Trottier (Kanada, Ontario, Pembroke, 1906. június 25. – Kanada, Új-Skócia, Halifax, 1956. november 13.) olimpiai bajnok és Stanley-kupa győztes kanadai profi jégkorongozó.
Részt vett az 1928-as téli olimpián, mint a kanadai válogatott bal szélsője. A kanadaiaknak nem kell csoportkört játszaniuk, hanem egyből a négyes döntőből indultak. A támadók összesen 38 gólt ütöttek 3 mérkőzésen és 1-et sem kaptak. Svájcot 13–0-ra, a briteket 14–0-ra, végül a svédeket 11–0-ra verték és így olimpiai bajnokok lettek. Ez az olimpia világbajnokságnak is számított, ezért világbajnokok is lettek. 3 mérkőzésen játszott és 12 gólt ütött. 5-5 gólt a svájciaknak és a svédeknek.
Ez a kanadai válogatott valójában egy egyetemi csapat volt, a University of Toronto csapata, amely amatőr, egyetemi hallgatókból állt. 1927-ben megnyerték az Allan-kupát, amiért a kanadai senior amatőr csapatok versengenek. Ezzel a győzelemmel kiérdemelték a helyet az olimpián.
Az olimpia után nem sokkal profinak állt és szerződést kapott az National Hockey League-es Montréal Maroonstól. 1939-ig volt csapattag és 1935-ben felértek a csúcsra, mert elhódították a Stanley-kupát. Miután visszavonult, egy olajtársaságnál lett vezető beosztású személy.